# Affaire Gouardo
L’affaire Gouardo est une affaire criminelle française. Lydia Gouardo (née le 13 novembre 1962 à Maisons-Alfort) est une Française qui a été séquestrée, violée et torturée par son père légitime (mais son demi-frère biologique) Raymond à son domicile à Meaux et Coulommes en Seine-et-Marne pendant vingt-huit ans, de 1971 à 1999.

## Histoire
En 1956, Raymond Gouardo et Jacqueline se marient. Le couple a deux enfants, Bruno et Nadia. En 1962, alors que Raymond Gouardo purge cinq ans de prison pour vol à main armée, elle lui apprend qu'elle est enceinte d'un autre homme. Il reconnaît cependant l'enfant, Lydia, qui naît le 13 novembre 1962 à Maisons-Alfort ; elle est en réalité la fille du père de Raymond Gouardo. À sa sortie de prison, Raymond Gouardo, séparé de sa femme, refait sa vie avec une visiteuse de prison, Lucienne Ulpat. Il apprend que ses enfants ont été abandonnés et placés par la DDASS dans une famille d'accueil. Un soir, il vient les chercher, armé d'un fusil chargé et force la famille à les lui rendre.
Raymond Gouardo, sa nouvelle compagne et les trois enfants vivent dans un appartement dans la cité populaire de Meaux. Les deux parents sont imprimeurs et décident que les enfants n'iront plus à l'école. Raymond Gouardo commence à violer Nadia, puis, à huit ans, Lydia, lui faisant parfois sentir de l'éther avant les viols quotidiens lorsqu'elle se rebelle. Un jour, Lucienne Ulpat fait prendre un bain d'eau bouillante à Lydia qui fait un malaise à cause de la douleur terrible. Puis Lucienne rajoute de l'eau de javel et utilise une brosse pour chien qui arrache la peau fragile de l'enfant qui est brûlée au troisième degré et subit une dizaine de greffes à l'hôpital où elle reste pendant huit mois jusqu'à ce que son père la fasse sortir de force. Raymond Gouardo séquestre ses filles dans leurs chambres et va même jusqu'à violer leur intimité en perçant des trous dans chaque pièce. Parfois, Lucienne Ulpat observe ces viols par l'œilleton.
Raymond Gouardo perçoit la pension d'invalidité consécutive aux brûlures de Lydia et, pour toucher l'invalidité totale, l'oblige à rester en fauteuil roulant. Parfois, Lydia Gouardo souffre tellement de ses brûlures que les voisins portent plainte, si bien que la famille se fait expulser de son logement. En 1975, la famille emménage dans une vieille ferme d’un village de Coulommes, achetée à crédit grâce à la pension d'invalidité. Là, jusqu'en 1999, l'année où il meurt, Raymond Gouardo, imprimeur ambulant, frappe et viole ses enfants. Bruno s'enfuit du domicile familial lorsqu'il a 15 ans, Nadia 18 ans. Le jour où Lydia atteint la majorité, Raymond lui annonce qu'elle a l'âge d'avoir des enfants. Six garçons naissent de 1982 à 1996. Pour être sûr d'obtenir une grossesse, il l'enchaîne à une poutre dans le grenier pendant plusieurs jours.

## Les faits et l'enquête
Pendant sa séquestration par son père, Lydia fait plusieurs fugues et des appels à l'aide judiciaire. Lors de la deuxième fugue, Raymond l'enferme dans le grenier pendant six mois et la viole avec des ustensiles de cuisine puis avec des outils. Elle serait allée se réfugier à la gendarmerie, à plusieurs reprises. Mais les forces de l'ordre l'auraient livrée de nouveau à son bourreau, « par peur de son père » et ni le système judiciaire, ni l'aide sociale, pas plus que les personnes environnantes de cette famille n'auraient agi.
Quatre ans après la mort de son père, la jeune fille intente un procès contre sa belle-mère qui est condamnée pour non-dénonciation de crime et agression sexuelle sur l'un des fils de Lydia. Elle est condamnée à trois ans de prison avec sursis en première instance puis quatre ans de prison avec sursis en seconde instance,,.
Raymond Gouardo est fortement soupçonné par sa fille Lydia d'être l'auteur des enlèvements et meurtres de Virginie Delmas et de Perrine Vigneron,,.

## Postérité
Lydia Gouardo raconte son histoire dans un livre, en collaboration avec le journaliste Jean-Michel Caradec'h, Le Silence des autres, ainsi que dans plusieurs émissions (T'empêches tout le monde de dormir du 6 mai 2008, Ça se discute du 4 mars 2009 et Legend média du 23 avril 2025 ).
À la suite des procès et de l'affaire Fritzl, une indignation médiatique s'abat sur les habitants de Coulommes où habitait la famille et la cité de Meaux où le père travaillait.
Léonore Le Caisne, ethnologue au CNRS, a publié un livre sur l'affaire (Un inceste ordinaire. Et pourtant tout le monde savait, Belin, 2014). À partir d'une enquête ethnographique d'une année dans le village de Coulommes et Meaux, la chercheuse a essayé de comprendre pourquoi, alors que tout le monde (habitants et élus) « savait » que Raymond Gouardo « faisait des enfants à sa fille », personne n'a signalé les faits.
Lydia a depuis refait sa vie avec Sylvain Skirlo, avec qui elle a deux enfants.

## Articles de presse
- « Meaux. L'incroyable calvaire de Lydia » Article publié le 13 mars 2007 dans La Dépêche du Midi.
- « Lydia Gouardo: l'autre affaire française de séquestration » Article de Maria Pladys publié le 29 avril 2008 dans VSD.
- « Mon père, mon bourreau » Article de Pascal Ceaux publié le 21 mai 2008 dans L'Express.
- « La lettre de Lydia Gouardo, la Française torturée et violée par son père, à l'Autrichienne Elisabeth Fritzl » Article publié le 20 mai 2008 dans VSD.
- « Inceste - Lydia Gouardo veut un nouveau procès » Article publié le 6 janvier 2009 dans France-Soir.
- « Meurtres: le corps de Gouardo exhumé » Article publié le 11 juin 2009 dans Le Figaro.
- « Le corps de Raymond Gouardo exhumé » Article publié le 11 juin 2009 dans France-Soir.
- « Le corps de Raymond Gouardo exhumé pour un prélèvement d'ADN » Article publié le 12 juin 2009 dans Le Parisien.
- « Meurtres de fillettes : l'ex-maison de Raymond Gouardo perquisitionnée » Article publié le 27 août 2009 dans Le Nouvel observateur.
- « Meurtres de 1987 - L’ancien domicile de Raymond Gouardo perquisitionné » Article publié le 27 août 2009 dans France-Soir.
- « Lydia Gouardo connaîtra le montant de son indemnisation à la mi-novembre » Article publié le 9 novembre 2009 dans Le Point.
- « Lydia Gouardo: "J'aimerais que l'on pense un peu à moi" » Article de Vincent Vantighem publié le 14 mai 2012 dans 20 minutes.
- « Le récit d'un calvaire : 28 ans d'horreur » Article d'Amélie Lécoyer publié le 10 septembre 2012 dans le Pays Briard.
- « Coulommes : Première perquisition chez Lydia Gouardo » Article publié le 10 septembre 2012 dans le Pays Briard.
- « Lydia Gouardo, indemnisée pour ses 28 ans de calvaire » Article de Kahina Sekkai publié le 22 novembre 2012 dans Paris Match.
- « Lydia Gouardo enfin indemnisée pour son interminable calvaire » Article de Guénaèle Calant publié le 22 novembre 2012 dans Le Parisien.

## Documentaires télévisés
- « L'affaire Guardo "l'ogre de Meaux" » le 9 juin 2008 dans Complément d'enquête sur France 2.
- « Lydia, une vie en enfer » (premier reportage) dans Suspect n° 1 le 5 octobre 2012 sur TMC.
- « Le calvaire de Lydia Gouardo » (troisième reportage) le 28 octobre 2013 dans Chroniques criminelles sur NT1.
- « Les meurtres du printemps 87 » le 31 juillet 2014 dans Les faits Karl Zéro sur 13e rue, puis sur RMC Découverte, puis sur Crime District.
- « 28 ans de séquestration, Lydia Gouardo témoigne »  le 13 octobre 2016 , dans Mille et une vies sur France 2
- « Violée par son père qui lui fait 6 enfants » le 20 mai 2019 et le 4 novembre 2019  dans Crimes et faits divers sur NRJ12.

## Émissions de radio
- « Lydia Gouardo, l’enfant martyr » le 30 mars 2020 dans Hondelatte raconte sur Europe 1